# Cyanogen
Cyanogen là hợp chất hóa học có công thức phân tử là (CN)2. Gốc CN có tính chất tương tự như các halogen. Giống như các halogen, nó tạo thành các phân tử bao gồm hai nhóm CN, phân tử có cấu tạo N≡C-C≡N. Các hợp chất chứa nhóm CN được gọi là các cyanide, cyanat. "Cyanogen" được nói đến như là nhóm CN đơn trong một số phân tử, chẳng hạn như clo cyanide (NCCl).

## Tính chất
Cyanogen ở nhiệt độ phòng là một khí không màu với mùi hăng. Nó có nhiệt độ nóng chảy là -27,9 ℃ (-18,2 ℉) và nhiệt độ sôi là -20,1  ℃ (-4,2 ℉). Tỷ trọng riêng của nó khoảng gấp 2 lần không khí ở cùng nhiệt độ và áp suất. Giống như thuộc tính của các cyanide, nó rất độc vì nó ức chế hoạt động của hemoglobin trong việc hấp thụ oxy trong máu khi nó bị khử thành các cyanide.

## Điều chế
Cyanogen có thể điều chế trong phòng thí nghiệm bằng cách đốt nóng thủy ngân(II) cyanide. Trong công nghiệp, nó được sản xuất bằng cách oxy hóa hydro cyanide, thông thường bằng sử dụng clo với xúc tác bằng silic dioxide hoạt tính hay nitơ dioxide với xúc tác muối đồng. Cyanogen cũng được tạo ra khi nitơ (N2) và acetylen (C2H2) tác dụng với nhau trong tia lửa điện hay hồ quang.

## Lịch sử
Cyanogen có một lịch sử lâu dài, có lẽ lần đầu tiên nó được tổng hợp vào năm 1782 bởi Carl Scheele khi ông nghiên cứu hydro cyanide. Nó đã được tổng hợp một cách rõ ràng năm 1802, khi nó được sử dụng để sản xuất chất mà ngày nay chúng ta biết là clo cyanide. Cyanogen đã trở nên quan trọng với sự phát triển của ngành sản xuất phân hóa học cuối thế kỷ 19 và vẫn còn đóng vai trò quan trọng như là chất trung gian trong sản xuất của nhiều loại phân hóa học ngày nay. Nó cũng được sử dụng như là chất làm ổn định trong sản xuất nitroxenlulozơ.